# 橫光利一
横光 利一（日语： Yokomitsu Riichi、1898年〈明治31年〉3月17日 - 1947年〈昭和22年〉12月30日），日本小说家、俳人、评论家。尽管本名也为横光 利一，但读音不同，其中名的部分“利一”读音为。
横光师从于菊池宽，与川端康成并称为新感觉派大师，其创作高峰横跨大正、昭和两个时期。初出文坛的横光以《太阳》与《苍蝇》两部作品获得了关注，《机械》被誉为日本现代主义文学的高峰。他也参与了形式主义文学大讨论，发表了《纯粹小说论》等文学评论著作，并以长篇小说《旅愁》探讨了东西方文明对立等社会课题。二战前声誉达到巅峰的横光被誉为“文学之神”（据学者分析，这也带有揶揄讽刺的成分），也与志贺直哉被并称为“小说之神”。
日本战败后，横光因为在战争期间参与了支持政府和战争的活动而饱受批评。此后他也发表了《夜鞋》等作品。在他死后，各界对其评价又有了变化。1947年，横光利一因急性腹膜炎发作，猝然离世，享年49岁。尽管他身后得到的评价褒贬不一，但不可否认横光利一是近代日本文学史上的重要人物之一。

## 生平

### 中学以前

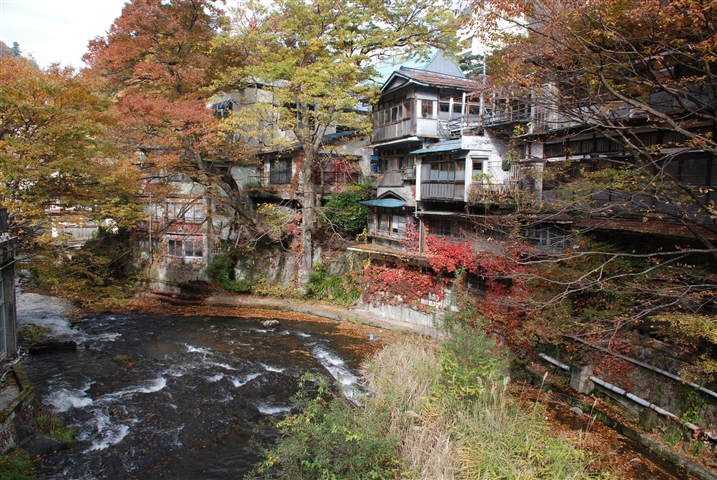
横光利一的出生地——会津若松市东山温泉

1898年（明治31年）3月17日，横光利一在福岛县北会津郡东山村的旅馆“新泷”出生（现今为东山温泉）。他为家中长子，父亲是铁路设计工程师横光梅次郎，母亲名为小菊。梅次郎为了建设岩越铁路（现今的磐越西线），带全家住在东山温泉。他出身于大分县宇佐郡长峰村（现为宇佐市四日市町赤尾），祖上多有从事技术工程的人才，他本人也是优秀的铁路工程师，在业内被称为“铁道之神”。利一的母亲老家在三重县阿山郡，据称与松尾芭蕉有一定的血缘关系。利一的生日3月17日也是菅原道真的忌日，因此他母亲认为他必有福佑，对他呵护倍加。
父亲由于铁道建设的原因，需要到各地工作，因此年幼的利一跟随父母先后在千叶县佐仓市、东京赤坂、山梨县、三重县东柘植村、广岛县、滋贺县大津市等地居住。
1904年（明治37年）4月，利一入读大津市的小学。这是日本使用《寻常小学读本》的第一年，因此可以说横光也属于日本近代国语教育政策下的第一批学生。1906年6月，横光的父亲远赴朝鲜修建军事铁路，因此他随母亲回到其故乡三重县阿山郡东柘植村，并在那里度过了大半个小学生涯。他对友人的书信中也提到：“若说故乡的话，我脑海中首先就想到柘植”。1909年5月，他迁居到滋贺县大津市。小学毕业后，他没能考上膳所中学校（现为滋贺县立膳所高等学校），因此进入高等科学习。

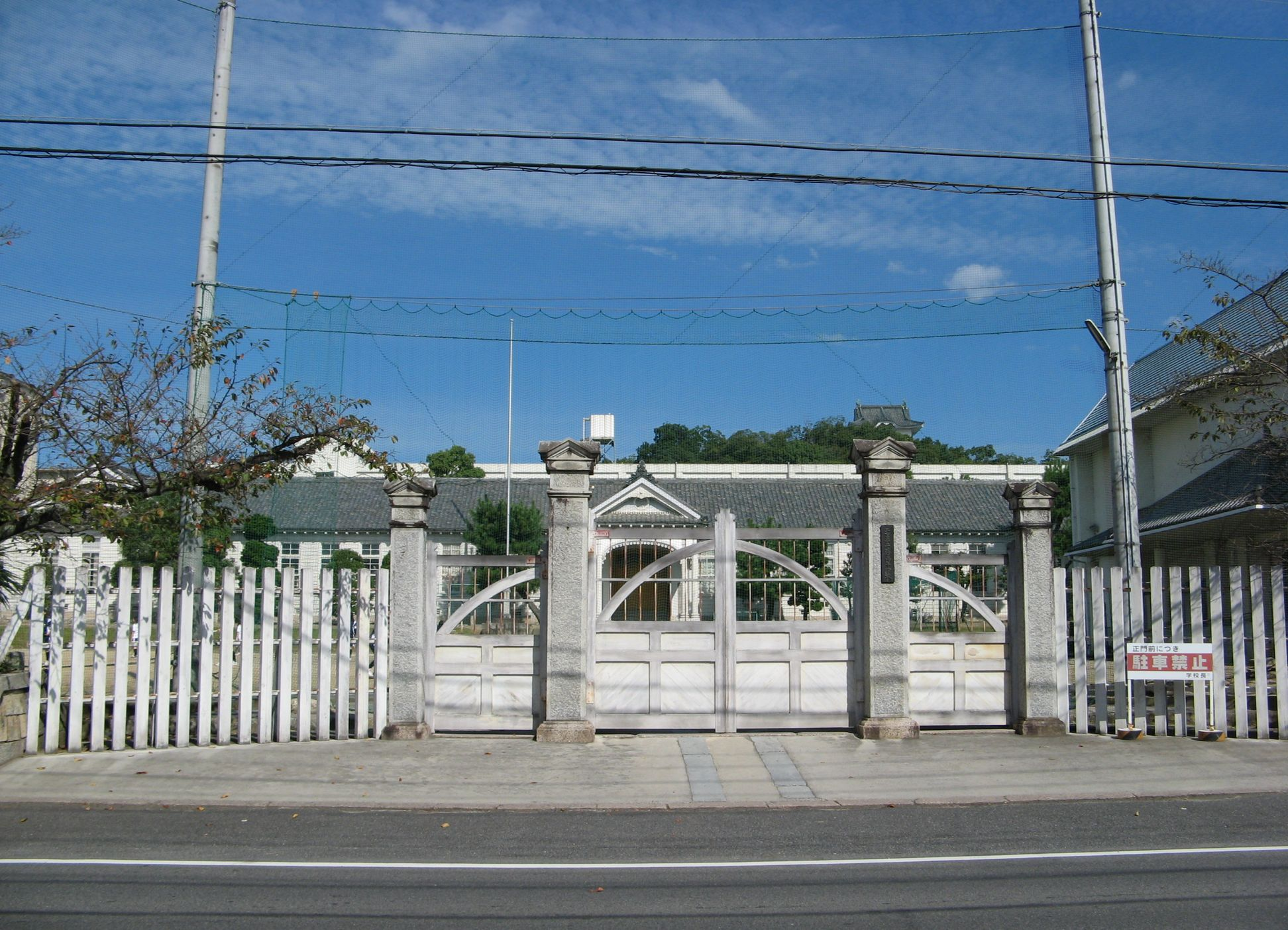
横光利一的母校三重县第三中学校。建筑为原物。

1911年，13岁的横光从大津市大津寻常高等小学校高等科毕业后，考入三重县第三中学校（现为三重县立上野高等学校），并与父母一起搬到上野町万町。从1913年起，由于父母搬到兵库县神崎郡福崎，他便开始了独自的借宿生活。学生时期的利一擅长柔道、游泳、田径等多项体育运动，此外他也在演讲部（类似于后来的辩论社）表现很突出。横光自小就不甘人后，凡事都爱出头，争当第一。同时，他还暗恋着住在附近的小学5年级的，此后他把这段情感写成《雪解》发表。这时的横光开始读夏目漱石和志贺直哉的小说，还读了陀思妥耶夫斯基的《死屋手记》（片上伸译），自称接受了“文学的洗礼”。中学4年级的时候，由于国语老师表扬了他的作文，于是他开始立志成为一名小说家。1916年3月，他在校友会会报上发表了《夜翅》和《第五学年修学旅行记》等文章，展露出奇特的文笔。横光的父亲希望子承父业，劝他报考京都大学的工科，但他自称喜爱的老师在早稻田大学，拒绝了父亲的建议。他当时还对姐姐静子说，“若不能去自己理想的学校，就想去开飞机。”。

### 大学时代
1916年，横光利一不顾父亲的反对，考入早稻田大学高等预科文科，租住在东京府丰多摩郡戸塚村下戸塚的荣进馆。醉心于文学的他开始向文艺杂志投小说。为节约开支，他与两个朋友在杂司谷合租。一年暑假过后，当他回到东京，却发现随他而来的女仆居然已经与朋友睡在一起，他感觉“当时就像喝完后的酒杯里啤酒泡沫一个个破灭一样”。好友中山义秀问他“是否感到嫉妒？”，他回答“嫉妒是与恋爱与生俱来的副产品。自此之后，我再也不相信女人和朋友了。”。这次的女仆事件也被利一写入了小说《悲伤的代价》（日语：『悲しみの代価』)。12月14日，横光的14岁初恋女友因感染西班牙流感而死。
1917年1月起，横光因神经衰弱办理了休学手续，回到父母所住的京都山科休养。7月，他写的《神马》被发表在《文章世界》杂志上。这本杂志堪称当时文坛的登龙门。10月，《犯罪》发表于《万朝报》。当时他用的笔名是“横光白步”，还向《文章世界》投了一篇用关西方言创作的《野人》。
1918年4月，横光被编入英文科一年级。同级生中还有后来的诗人佐藤一英，他们两人以及中山义秀合租在一起。佐藤一英当时组织了诗歌研究会，横光、中山义秀、吉田一穂以及小岛勗（つとむ）都是在研究会认识的。横光当时的笔名是“横光左马”，名字的来源是他祖上横光右马丞元维（曾任宇佐光冈城主赤尾备前守种纲家臣）。利一基本不去学校听课，只是窝在宿舍里写小说，不停地向各处投稿。即使偶尔去上课，他也不记笔记，只是在课堂上发呆或冥想。根据村松梢风的回忆，横光当时总是在和服外披着黑色披风，“进了教室也不脱披风，径自在教室中间大大方方坐着。他披着一头杂乱的长发，如雄狮睥睨左右。他总想表现出异于常人的一面”。村松对于横光的借宿生活做了一番描述：
他经常向博文馆的《文章世界》投稿。当时杂志的编辑是中村星湖，尽管他也很赏识横光的稿件，但终究没有采用。尽管如此，横光仍然坚持不懈地每一两个月就投稿一篇。至于学业方面，他已经彻底放弃，只读叔本华、莫泊桑、亚瑟·史尼兹勒等人的译作。与他同住的还有英文科同学中山义秀和佐藤一英。中山比横光小两岁，是个来自东北地区的朴实青年，在文学方面所知不多，对于已经崭露头角的横光佩服得五体投地，每天都到他房间去听他高谈阔论。其实不仅中山一个人，横光天生就有一股吸引人的魅力，经常有五六个学生会围着他听他谈天。而他在他们面前也只谈论文学。
 — 村松梢风《近代作家传》
中山义秀在其《台上的月》中也回忆说横光每天都熬夜，几乎只闷在自己房间里不出来，还嗜烟如命，生活极不健康。中山还提到，“如果不先毁掉那个产生欲望的肉体，他（横光）那一流的精神主义就培育不出来。如果是太过健康的身体，怕是也无法诞生出他那独特的作品吧。他就曾经跟我提过这是文学创作的秘诀。”。

#### 拜菊池宽为师

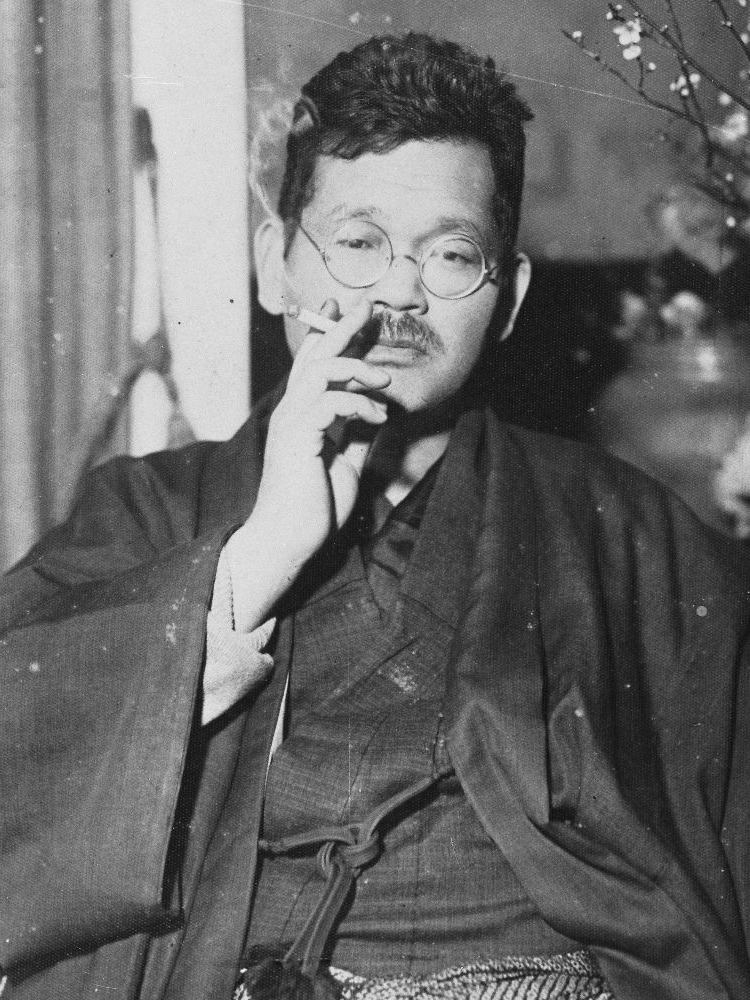
横光的“伯乐”——菊池宽

1919年（大正8年），《新潮》杂志公开征集《对菊池宽先生的公开信》，佐藤一英的投稿被杂志社选中，便被邀请到菊池宽家。菊池勉励他多创作小说，但佐藤表示只爱写诗，并把爱好小说的横光介绍给了菊池。1920年，横光见到菊池后，终生奉其为师。当时横光也经常拜访朋友小岛勗的家，并逐渐喜欢上了13岁的小岛妹妹君子。
1920年1月，横光在杂志上发表了小说《宝》。9月，从户塚迁居到小石川区初音町的初音馆。根据吉田一穂、中山义秀的回忆，他在这里读了生田长江译的福楼拜的《萨朗波》，并参考这部小说开始写小说，此外他还读了克努特·汉姆生的作品。当时他与好友佐藤一英也一起为杂志上的外国文学介绍专栏写不署名文章以贴补家用。此时的横光在给佐藤的信里也说“我受志贺（直哉）的影响太大了。”。

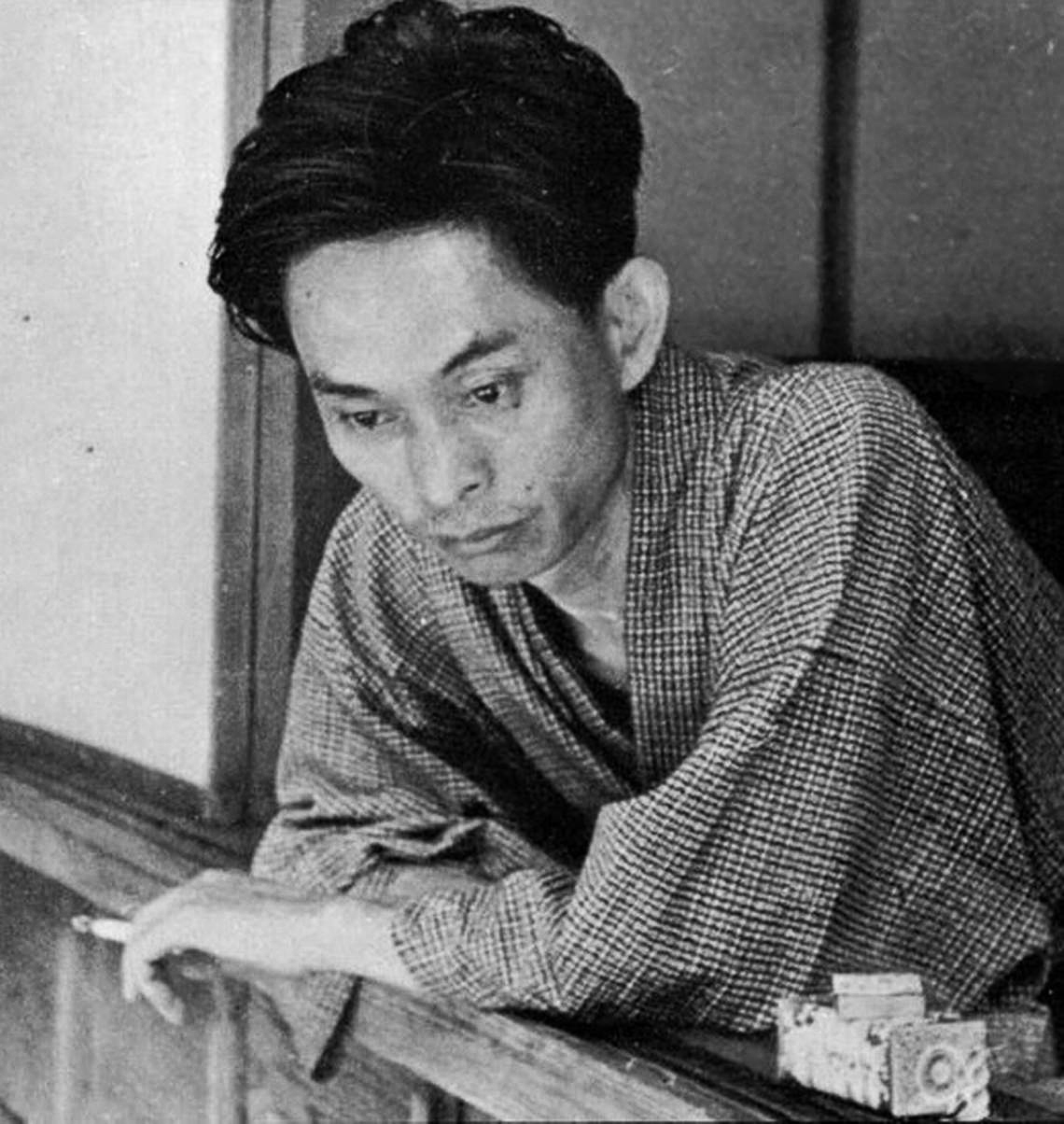
川端康成

1921年1月，横光向时事新报投了《踊见》，被评为名额外第一名。转入政治经济学科后，他终因长期旷课以及欠缴学费而被学校除名。6月，与藤森淳三、富泽麟太郎、古贺龙视等人创办同人刊物《街》。11月8日，他在小石川中富坂的菊池家中初次见到川端康成，菊池请这两位文坛新秀到本乡的餐厅“江知胜”吃牛肉寿喜锅，横光离席后，菊池对川端说“他是个了不起的人，你们要成为好朋友才行”。此后两人交往渐密。当横光与藤森淳三关系恶化时，也请川端从中调和。为人谦和平淡的川端往往维护树敌太多的横光，成了他最好的朋友之一。此后，横光写的《御身》没有发表。当时他的笔名是“横光左马（さま）”，还打趣说“用这名字的话，相当于大家都在敬称我了”。他也曾一度信奉基督教，去过一段时间教堂。此后不久，尽管他发表了成名作《苍蝇》和《太阳》，但仍然生活拮据，每天的饭钱只够买一碗十钱的拉面。为此他也开口向中山义秀借过一点钱。另外，他与小岛君子的恋爱也遭到了服完兵役回大学复学的小岛勗的反对。这主要是因为两人政治理念不同，小岛热心于左翼运动，加上对横光频繁到他家中与妹妹接触感到厌烦，而且小岛称“让所爱的女人成为家务的奴隶，这是罪恶之事。”，不愿意接受没有经济能力的横光作妹夫。
1922年2月，横光的《南北》在杂志《人间》上发表。5月，又与富泽麟太郎、古贺、小岛勗、中山义秀等人创办同人刊物《塔》，并在上面发表《面》。8月29日，横光父亲在朝鲜京城客死他乡（享年55），横光独身一人前往朝鲜办理后事。丧父的横光在经济上更是一筹莫展，与小岛的恋爱也似乎无望。

### 在文坛崭露头角
1923年（大正12年）1月，菊池宽创办《文艺春秋》，第一期有32页，定价十钱，上市不久，三千份杂志旋即一售而空。菊池推举横光与川端等人从第二期起就担任刊物的编辑成员。当时的编辑部成员还有今东光、铃木氏享、齐藤龙太郎、小柳博、船田享二、小山悦朗、小岛健三、石滨金作、酒井真人、佐佐木味津三、铃木彦次郎、南幸夫等人。横光也在创刊号上发表了《时代放荡（致阶级文学者诸君）》一文。
5月，在该刊物上发表了《苍蝇》，还在《新小说》上发表了以卑弥呼为题材的小说《太阳》，一跃成为文坛备受瞩目的新人。《太阳》一文明显受到了生田长江以直译体翻译的福楼拜《萨朗波》的影响。菊池宽也高度评价该小说，认为其是有趣新奇的“电影剧”，在日本尚无先例。
6月，开始与17岁的小岛君子同居。横光拜托老友佐藤一英向小岛的哥哥说媒。佐藤见到小岛勗后，请求将君子嫁给横光，但遭到断然拒绝。尽管多番央求，小岛仍不愿答应这门亲事。最后无奈的佐藤只能去问君子自己的意见，后者答道“我喜欢横光。”恼怒的小岛勗便命令妹妹“那你就离家出走，去横光家吧”。根据川端康成的回忆，“一天晚上，我去小石川的横光君家坐坐。两人出门散步了一会儿。经过了春日町、水道桥，穿过神田的马路，绕了一大圈后回到了他家附近。他这才告诉我‘今晚我太太会过来。你要不先到家里坐坐？’我吃了一惊，毕竟之前从未听过这事。而且我还不知道这天就是他们结婚的日子，居然还跟他出门散步”。但横光这桩婚事不仅遭到了女方家庭的反对，就连他母亲也不同意。左右为难的横光当时在《夜鞋》一文中描述“自己就像是睡在锯齿之间”。君子也在结婚当年入读日本高等女学校三年级。
7月，横光在《新思潮》上发表了《碑文》。这部作品也受到了爱伦坡的《红死魔的面具》以及旧约圣经的影响。

### 亲历关东大地震
1923年9月1日，日本发生了震惊世界的关东大地震。地震发生时，横光正在东京堂翻看杂志。事后他回忆道“当时我都没觉得这是地震。我以为天地都裂开了。绝对要完蛋，我以为地球都要毁灭了。”。被惊吓到的横光从神田来到骏河台，并朝着小石川的家里跑去。中途他还看到从尼古拉堂出来的修女们在路上围成一圈向上帝祷告的场景。他在春日町找到了菊池宽，两人互相确认没有受伤。但是横光租的房子已经倒塌，无处过夜的他只能借住在小岛勗家里，此后也在小石川饵差町租了房。在地震中受到惊吓的横光一度无法进行写作，但在11月刊的《文艺春秋》上还是发表了一篇《震灾》。此后他也描述“这场地震的威力堪比世界大战”，“我对美的那种信仰，也在这不幸的灾祸中轰然崩塌了。”。

### 扛起“新感觉派”大旗

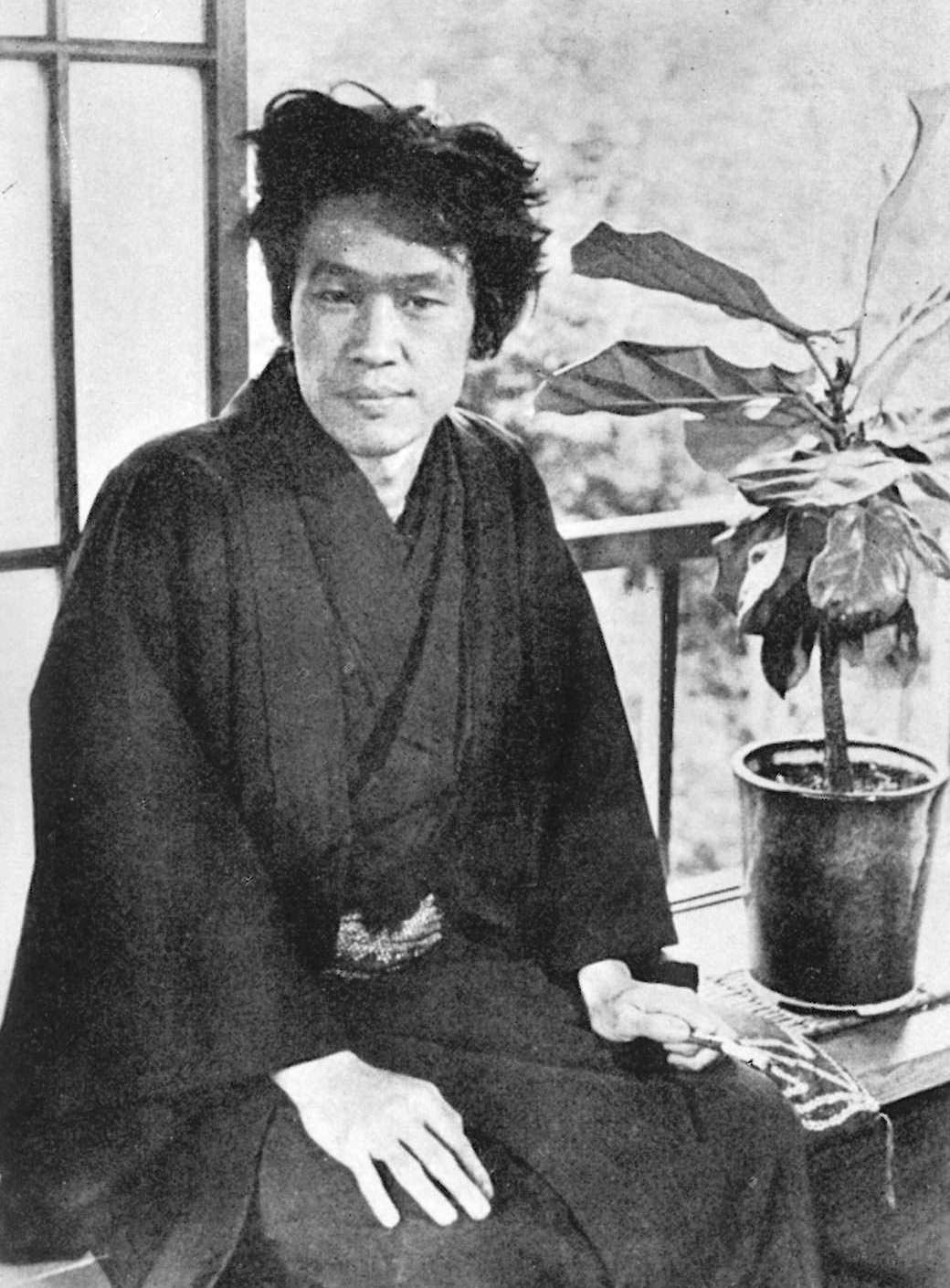
中年横光利一

1924年5月，横光的第一部作品集《御身》由金星堂出版，同时《太阳》也被收入文艺春秋丛书。9月，搬至丰多摩郡中野町上町2802番地，当时君子患上了肺病。
10月，横光与川端康成、今东光、中河与一、石滨金作、酒井真人、佐佐木味津三、铃木彦次郎、南幸夫等多名在文艺春秋结识的新锐作家共同创办刊物《文艺时代》，刊物发行方为金星堂。当时普罗文学大行其道，因此这部杂志就成了新感觉派的大本营。新感觉派又被称为“震后文学”」。横光在《文艺时代》上发表了《头与腹》，开篇第一段是“这是正午时分。满载着乘客的特別急行列车正全速向前奔驰。沿线的小车站如同石子一样被默杀了。”，评论家千叶龟雄对此拍案叫绝，并称赞其代表着“新感觉派的诞生”，新感觉派便以此得名。但当时横光记得“文艺时代的同人中，还没有一个人称呼自己为新感觉派的。”。
11月，在杂志《改造》发表《爱卷》。《文艺春秋》11月号上刊登了直木三十三（后改名直木三十五）的《文坛诸家价值调查表》，横光读后勃然大怒。他立即去找川端康成，但川端不在家，横光便去了今东光家。今东光回忆道“他抓着一卷十一月号的文艺春秋，径直跑到我家来。我看他是真的怒了。（省略）还用我的稿纸即兴写了一封反驳的文章。”。让横光大动肝火的是，他认为“《文艺春秋》的这篇文章企图煽动《文艺时代》的人内部竞争，破坏大家的团结，从而让文坛大佬们继续坐稳他们的位子。”。横光将反击的文章送给读卖新闻的学艺部后，又去了川端家。听完事情原委的川端赶紧劝慰横光平息怒火，并与他连夜赶到读卖新闻社想撤回稿件。当时原稿已经付印，但依靠学艺部长的帮助，终于在登报前撤回了。沉着冷静的川端尽管也对《调查表》的内容心怀不满，但终究没有像横光这样怒不可遏，他考虑到菊池宽对他们素来照顾有加，绝不能与恩师翻脸绝交。结果反倒是今东光将反驳文送到了《新潮》，独自一人脱离了《文艺时代》，并与菊池反目。当时今东光并不知道横光在川端的劝阻下撤回了反驳文章。此后，横光或许是出于愧疚感，从此对今东光避而远之。
同年12月，横光请佐藤一英为证婚人，与刚从日本高等女学校毕业的君子举办了简单的婚礼。由于女方家人的反对，导致他们并没办理结婚登记手续。但横光在君子去世后还是向政府提交了婚姻登记申请。
1925年1月27日，横光母亲在中野家中去世。同月，他读到北川冬彦的诗集《三半规管丧失》，推崇之至。2月，根据康德的《纯粹理性批判》（天野贞祐译，岩波书店于1921年2月出版)，横光写下了《感觉活动——关于对感觉活动及感觉的作物的非难的反驳》(发表于《文艺时代》1925年2月号)。6月，因妻子君子患结核病，经菊池宽的安排，两人迁居至神奈川县叶山町森户养病。
1926年1月，他在《文艺时代》发表了《拿破仑与田虫》。当月，《文艺春秋》的销量突破11万册。

#### 新感觉派电影联盟
1924年，经直木三十五的推荐，电影导演衣笠贞之助将横光的《太阳》改编并拍摄成电影。取景地在奈良三笠山，横光也观摩了影片的拍摄过程。但这本电影因涉嫌对皇室的不敬罪未能通过内务省的审查，最终也没能公开上映。
1926年3月，衣笠导演登门拜访正在照料病妻的横光，讨论了拍摄新电影的事宜。于是横光在4月2日邀请川端到家中商议，大家决定“不以盈利为目的，要拍一部艺术片”。横光还联络了片冈铁兵、岸田国士、池谷信三郎等人，创立了新感觉派电影联盟。同年，由横光题名的电影《疯狂的一页》（日语：『狂つた一頁』）拍摄完成。在制作过程中，横光考虑到电影字幕会有损电影的纯粹性，建议不播放字幕。该部影片由川端负责剧本创作，而横光因为忙于照顾妻子，并没有参与电影的拍摄。
1926年6月24日，妻子君子在三浦郡逗子町病死，死时仅20岁。横光把妻子的葬礼放在麹町的有岛府内文艺春秋编辑部里。7月，他还提交了与亡妻的婚姻申请。他在《春天乘坐着马车》、《妻》、《战栗的蔷薇》、《花园的思想》、《蛾子在哪里都有》等多部作品都谈及他与妻子的故事。面对来劝慰的姐姐，横光吐露了心声“我也算是尽力了。但要说真心话，到后来我也渐渐厌倦了这样的日子，觉得很累。”。8月，横光发表了《春天乘坐着马车》。小说题目的灵感来自于挪威作家亚力克山大・基兰德的《希望穿着四月绿衣裳》。丧妻不久的横光很快与一名菊池宽介绍的文学女青年小里文子坠入爱河，两人很快就开始同居，但文子得了结核病，于是横光又不得不再一次照顾起结核病人来。他们俩的这段经历被他写入《计算的女人》里，过了2个月左右，文子留下了一封信，就与横光分手了。信里这样写道“我把您送给我的健康都还给您，请您收下。”。
1926年10月，小林秀雄发表了《人生斫断家阿蒂尔·兰波》，横光读后，写下了感想《感受到幸福》。1926年末，改造社开始出版一日元一册的《现代日本文学全集》，“一日元书”计划大获成功。横光也积极参与其中，并在1927年5月参加了该全集的发行纪念演讲会。12月，女子美术大学的女学生日向千代子拜访横光后，两人一见钟情，不久就开始同居。
1927年1月，改造社出版《春天乘坐着马车》，2月横光又发表了《花园的思想》。不久因日向千代子怀孕，横光便请菊池宽为证婚人，与千代子结婚，两人住在丰多磨郡杉並町大字阿佐谷。再婚以后，横光就不敢再提亡妻君子或与之相关的话题，若有朋友冒然打破这一禁忌就不再被允许邀请到横光家中。11月3日，横光的长子象三出生。1927年7月，横光发表了《朦胧的风》（日语：朦朧とした風)，文中有这样一句“水泥造的公寓楼。填充着山丘与山丘之间的假牙。”(日语：セメント製アパートメント。丘と丘とを充填した義歯。）。9月他在《七楼的运动》（日语：七階の運動）中的“电梯也不断地在呕吐”，这些描绘现代都市风貌的文字充满了典型的新感觉派风格。横光对当时流行的时尚女郎也在一些作品中进行了描述。

#### 形式主义文学论争
1928年1月，横光在《新潮》上发表评论文章《新感觉派与共产主义文学》（日语：「新感觉派とコンミニズム文学」），次月又在《创作月刊》上发表《关于文学的唯物论》（日语：「文学的唯物論について」），从而掀起了一场形式主义文学论争。站在横光的对立面的便是马克思主义以及诸多以该主义为题材的电影作品。横光疾呼“抹杀一切布尔乔亚作家”。尽管从19岁到31岁期间的横光也曾热衷于马克思主义，但最终他认为在艺术上两者是不相容的。此外，在1927年，他还与芥川龙之介以及谷崎润一郎进行了一场有关“小说的脉络”（日语：的论争。
1928年3月，他读到保罗·瓦勒里的《达芬奇方法论序说》，感触颇深，于是在与藤泽桓夫的信中写道“所谓虚无，是一种从物理角度意识到自身与客观环境的比例后的自我意识。迄今为止的文学中，对这种自我意识的表现，莫过于保罗·瓦勒里”。

### 首部长篇小说《上海》

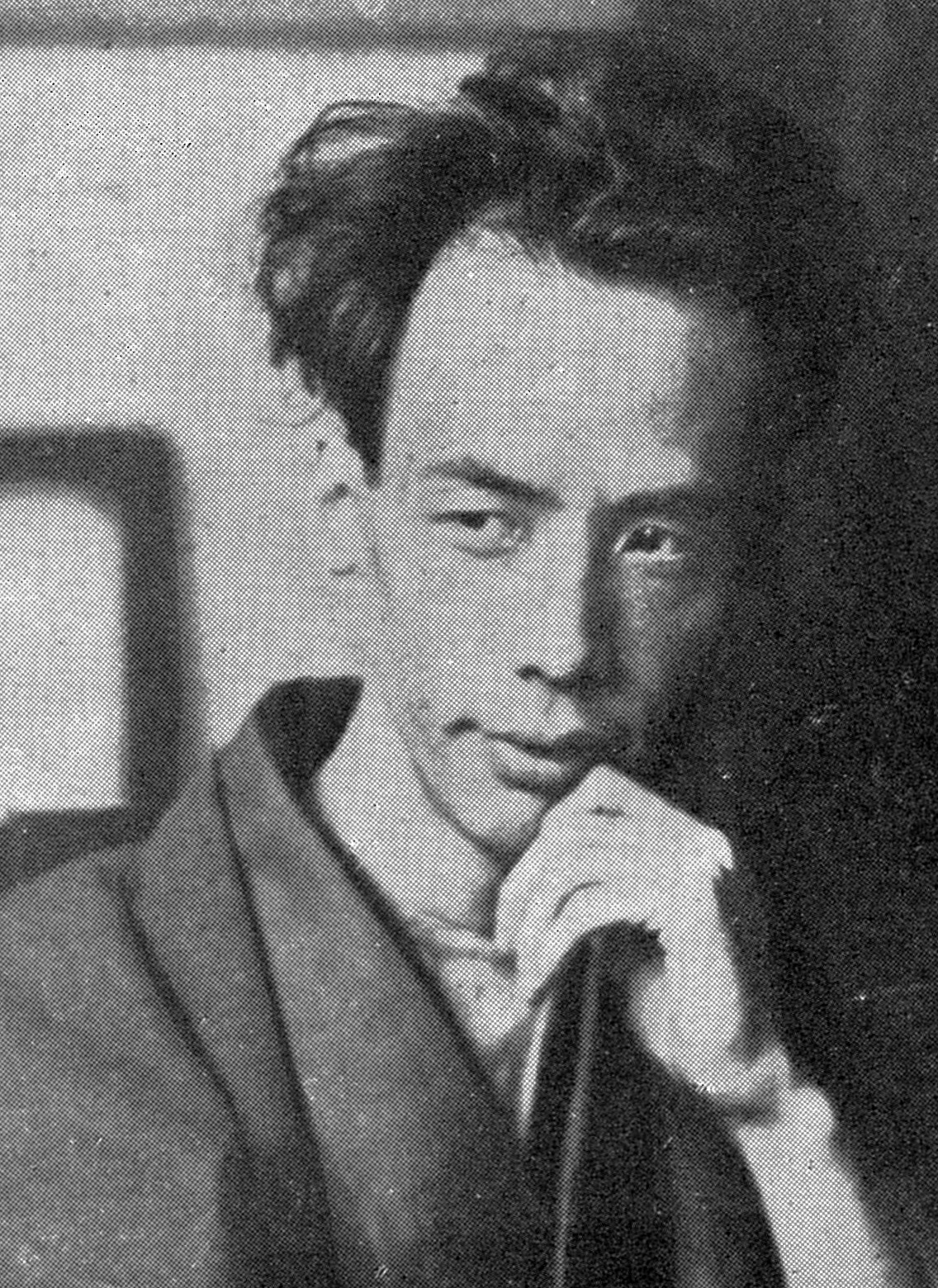
劝横光到上海一游的芥川龙之介

芥川龙之介在自杀前不久，曾建议横光“必须去上海走走看看”，于是1928年4月起，横光在上海住了一个月左右。芥川曾在1925年11月通过改造社出版了《支那游记》。从大正末期到昭和初期，包括芥川、村松梢风、金子光晴在内的日本多位作家，都曾到访上海。此外内山完造也在上海经营内山书店，与鲁迅过从甚密。可以说这一时期中日文学家的交流非常频繁。与内山完造关系密切的改造社社长山本实彦也很赞成横光到上海体验一番
在沪期间，横光给妻子千代子的信中写道“支那人的确还是肮脏。只有马路还是干净的”。此外，他眼中的音乐会或舞厅里出入的西洋人也宛如“下等的禽兽”一般。在上海所体会到的种种混乱和不快，更让横光领略到被西方霸权主义所统治的东亚处境悲惨，更增强了他的民族意识。长篇小说《上海》中颇多这类对“东西文化落差”和“中国环境肮脏”的描述。
改造社原来请横光写一部“上海纪行”性质的文章，但横光还是改为创作长篇小说。他在给改造社社长山本实彦的书信中写到“如果写成纪行，那太多材料就没法用上。大多数人就是这样失败的”。横光最初考虑书名为《一个唯物论者》，但最后还是将他的首部长篇小说标题改成了《上海》。这部作品以1925年的五卅运动为背景，描绘了十里洋场上帝国主义列强、小资产阶级、中国共产党等各方势力围绕着苏俄革命和爱国主义等主题的斗争，从形式上而言，这也是横光的新感觉派文学的巅峰之作，并因含有新心理主义的倾向。从1928年其，这部小说开始在《改造》杂志上陆续发表，为了应付内务省的审查，出版方也破费苦心，对文字进行推敲和限制，并能发现许多特意隐去的内容。
1928年11月，横光在世田谷区北泽2丁目145番地建起了新家，犬养健将之命名为“雨过山房”。同年11月，横光在杂志评论文章中写道“一国有一国的文学，该国的形式论如果不以其独特的优势体现的话，文学就难以发展。日本的文学如果使用象形文字，那一定会发生独特的形式论”。1929年，他又主张“跟听觉相比，日本独特的形式论应以视觉为根本。”。
1928年10月，改造社出版发行《新选 横光利一集》。

### 发表《机械》

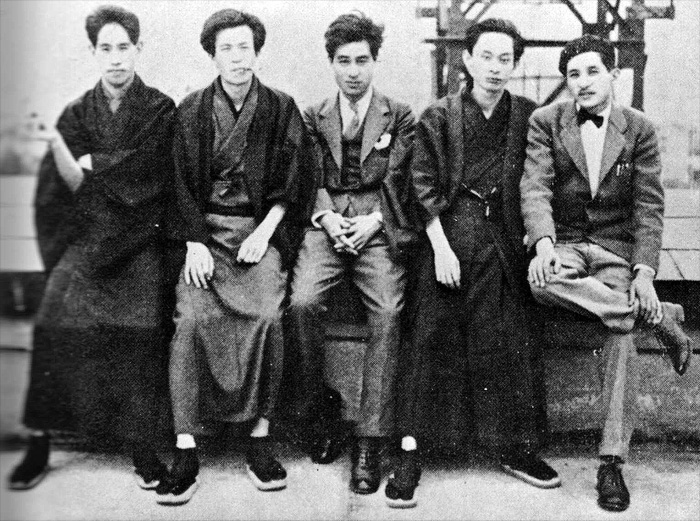
横光的朋友们（横光本人不在照片内)。右起：菅忠雄、川端康成、石滨金作、中河与一、池谷信三郎。摄于1929年。

1929年10月，横光、川端、犬养健、永井龙男、深田久弥、堀辰雄、吉村铁太郎等人创立了同人刊物《文学》。小林秀雄在该刊物上连载翻译阿蒂尔·兰波的《地狱的季节》，淀野隆三则连载马塞尔·普鲁斯特的《在斯万家那边》。

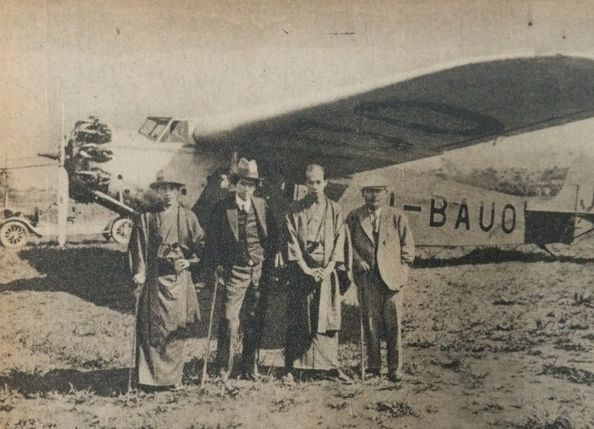
左起：池谷信三郎、横光利一、直木三十五、菊池宽。1931年摄于东京羽田机场。

1930年2月，东京建成了高架桥，以此为主题，横光在《中央公论》发表了一篇《高架线》。同年8月，他到山形县由良海岸（现鹤冈市）小住，开始创作《机械》，用实验性的手法来描绘町工场的人和事。这篇文章发表在《改造》9月号上。横光明显受到了淀野隆三翻译的《在斯万家那边》和乔伊斯的《尤利西斯》的影响。小林秀雄对这部小说评价很高，认为在国外也没有先例。借此作品，横光也被推上了“文学之神”的宝座。最初这一称谓部分也带有讽刺横光的傲慢自大的态度，但喜爱他的读者逐渐开始以正面的含义来赞誉这位文学偶像。而川端康成担心横光会被过多的荣誉捧杀，“（《机械》发表后）青年们对横光大唱赞歌，但在我（编者注：川端）看来，这是将他推向不幸的殿堂的歌声”。但横光却沉浸在成功的喜悦里。二战后横光遭到的彻底否定也可以说与这“文学之神”的巅峰之称有着一定的关系，某种意义上讲川端的担心被应验了。根据伊藤整的回顾，1927年芥川自杀、志贺直哉搬到奈良后久未动笔、佐藤春夫从文坛一线退出、谷崎虽创作了《卍》但一直住在关西，因此横光可以算是一时间东京作家圈里的核心人物。
9月，受南满洲铁道邀请，横光与菊池宽、舟桥圣一一起到中国东北的日占区旅行。11月到12月，他在东京日日新闻和大阪每日新闻上首次发表报纸连载小说《寝园》。
1931年11月出版的《书方草纸》序言里，横光将大正时代以来的日本文学形容为“与国语最不满意的血战阶段”。
1932年，新感觉派文学的集大成者——《上海》以及《寝园》出版。1933年1月3日，横光次子佑典降生。
《改造》1934年1月-9月号上刊载了《纹章》，之后又结集出版了单行本。同年横光将森敦推荐给《东京日日新闻》和《大阪每日新闻》。
1934年7月，《文艺》杂志刊登的与学生的座谈会上，横光将文坛比喻成交易所和市场。他这时还提到“要说我最讨厌的东西，莫过于文学了。”、“但是正因为最讨厌才去从事文学，这也反倒是我作为我才能说出来的。”。

### 纯粹小说论
1935年1月，担任当年新设的芥川龙之介奖的评审委员。4月，在《改造》上发表《纯粹小说论》，主张“惟有纯文学和通俗小说，除此之外，绝不可能有文艺复兴”。另外他在《纹章》中，将“我”定义为“看着自己的自己”，即“第四人称”。
此外，横光还认为“日本文学的传统即法国文学、俄国文学。如果在此基础上，日本再产生不了日本人自身的纯粹小说，那么作家还不如停笔罢写。”。《纯粹小说论》也接受了当时翻译成日文的安德烈·纪德的《伪币制造者》的创作手法的影响。
从1935年8月起到12月为止，他在《东京日日新闻》和《大阪每日新闻》上连载小说《家族会议》，并在文中对照使用了东京和大阪两地的方言。
1935年7月，《纹章》荣获第一届文艺恳话会奖。

### 旅欧体验及《旅愁》
1935年年末，横光已决定要出国旅行，但对中山义秀说“不知道为何总不大想去国外”。中山认为，当时独步文坛的横光“一旦出国，可能有种被放逐的感觉，他应该是带着这种预感的”。1936年1月，中野重治在银座看见形单影只的横光时，也形容“横光就像一只从深山里逃出来的大猴子一般落寞”。
1936年2月18日，横光在众多亲友的送行中，从东京站出发，女演员高杉早苗等也前来为这位大作家献花。2月20日，39岁的横光在川端、中山、画家佐野繁次郎以及姐姐静子等人的目送下，从神户港登船出海赴欧。当时的计划是，他作为东京日日新闻及大阪毎日新闻欧洲特派员，将欧洲见闻发表在两家报纸上。当时主要目的包括观看柏林奥运会以及饱览欧洲风情。横光乘坐的客轮是日本邮船公司的箱根丸，船上还有高滨虚子及宮崎市定等人。虚子还在旅途中组织了俳句集会，横光也应邀参加。虚子回忆说“当时横光君穿的西装仿佛米袋子一样肥大宽松。对此他还辩解说米袋这种布料穿着凉快”。船停泊上海时，横光与鲁迅以及山本实彦也有会面。船离开日本后没几天，日本爆发了二二六事件，横光是在经过台湾附近时听说这起事件的。尽管震惊不已，但他终究觉得“陆地上的事情终究是陆地上的事情”。此后，客轮先后经过新加坡、槟岛、科伦坡、开罗，最后进入地中海，历时约一个月。
1936年3月27日，横光的客轮抵达法国马赛。上岸后横光发现只有年长的乘客才被检查了行李，于是感叹“我们算是看到了法国人的最初的自由”」。他在小说中感叹道“这个国家的文化中原来也有过如此野蛮的一页”、“在这种现实的心理中孕育出了欧洲文明”。当天他看到路边疲惫不堪的市民，又感叹“这就是欧洲吗？与我想象中相比，这更像是地狱啊。”。
次日，横光坐车前往巴黎，饱览沿路田园风光的同时，他也在“思考殖民地的发达史”。到巴黎后，横光与冈本太郎见面，后者回忆当时的横光“面色忧郁，略微发青发黄”。不过数日内，冈本一直为不懂法语的横光做向导，渐渐地横光也开朗起来，“完全成了一个巴黎迷”、“如痴如醉地在巴黎街头漫步”。据称冈本就是《旅愁》里欧化主义者久慈的人物原型。5月3日，法国下议院选举中，人民陣線派获得了过半数的选票，5月26日法国发生大罢工，这些都被横光写入了小说之中。横光还在旅法期间，到英国作了短暂的旅行（5月4日--5月8日）。深受文化差异的影响，他一度陷入神经衰弱的状态。此后，他还去了奥地利、意大利等国，但每次回到巴黎，他总有种安心感，因此对巴黎的印象特别好。
此后，横光一行通过俄国和中国东北，回到了日本。以这次长途旅行为素材，他从1937年4月起到1946年1月，前后耗时11年时间在《东京日日新闻》和《大阪每日新闻》上连载了小说《旅愁》。藤田嗣治为小说绘制了插画。据中山义秀的会议，当时为了写这部作品，横光闭门谢客，可谓为创作呕心沥血。这部小说探讨的主题之一就是西洋思想与日本的神道教的对立，但小说在写到卢沟桥事变之后就中断了。
1937年12月，横光参拜了伊势神宫。

### 二战期间
这一时期，日本对外发动的侵略战争逐渐也影响到了日本文学界。日本社会也逐渐军国化，国粹主义的倾向日渐明显。
1938年11月起，横光在中国旅行了40天。他的老同学中山义秀终于赢得了芥川奖，当时的审查员横光表示“他不应是现在拿奖的人。他应该早已是一位优秀的作家了。”，中山闻之落泪，会场内也一片唏嘘。

#### 组织“文艺枪后运动”
1940年8月，横光赴温海温泉疗养。不久他成为日本文学者会议的发起人之一。10月，他与菊池宽、高见順、林芙美子等人一同组织文艺枪后运动演讲会，前往四国开展活动。横光基本上属于自由主义者，但也是相信国家能赢得战争的爱国主义者。他同时还参加了学艺自由同盟，反对德国的纳粹党焚书行动。
1941年5月，参加了文艺枪后运动的中部地方班。8月，在箱根的日本精神道场参加由大政翼赞会中央训练所举办的第一次特别修炼会。泷井孝作、中村武罗夫等人也有参加。但他在杂志上还写匿名文章批评修炼会的活动，导致家中也收到了攻击性文字的信件。

#### 军国主义的赞歌——《军神赋》

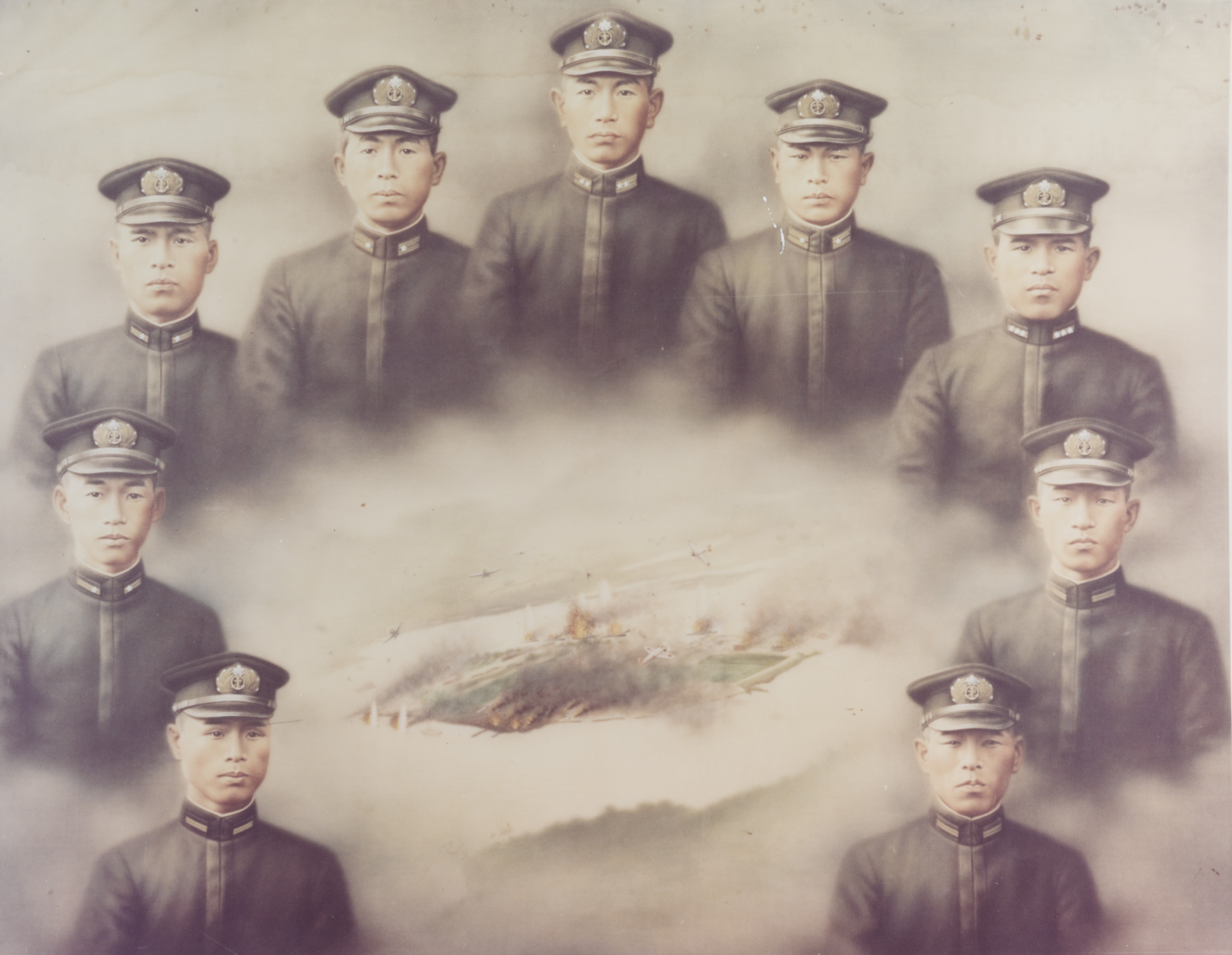
九军神

1941年12月8日，日军发动了偷袭珍珠港事件。次日横光在日记中写“坚信自己祖先是神明的日本民族取得了胜利！”、“在巴黎的时候，每晚都向伊势的神庙参拜，这番苦功终于应验了。”。当时在珍珠港袭击中，驾驶潜艇甲标的参战并战死的九名特攻队员被日本政府大肆宣传成“九军神”，对此，横光也在1942年4月发表了《军神赋》，对年轻的九位军人大唱赞歌。

#### 参与大东亚文学者会议

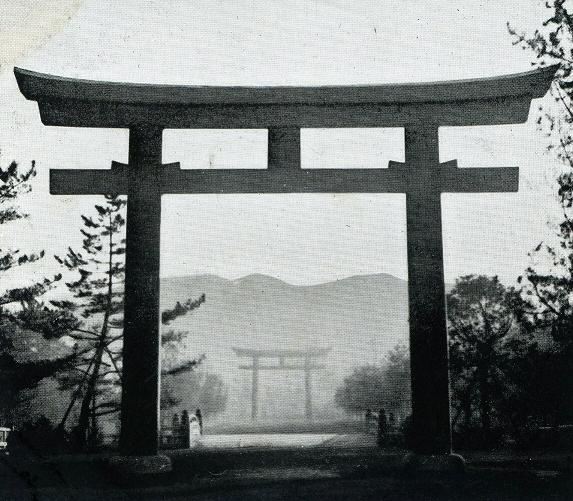
橿原神宮。来源是二战前的明信片。

1942年1月，横光到水上温泉旅行。1942年5月26日设立的日本文学报国会筹划举办“大东亚文学者会议”，其目的之一就是“研究文学家如何挺身支持国家完成大东亚战争，确立大东亚共荣圈，明确亚洲文学家的大使命”。横光也参与了该会的决议文的起草过程。1942年11月5日的首届会议上，横光作为小说部会干事长朗读了宣言，1943年8月25日的第二次会议上，他也发表了演说。此外，他还参与了文艺报国会在九州的演讲。
1942年12月出版的《刺羽集》中，横光引用了筧克彦《国家之研究》（1913年版）中的一段文字“皇国的国法就是随神道，即古神道的外显。人人都是八百万神灵的外显，国法即神道之体现。”，主张“将日本人视为神的我国国法便是其中原理。”。他还参拜了橿原神宮，就“八紘一宇”的含义，在东京日日新闻上评论道“唯有这崇高的道德，世界上最高的神意，即使在决战中的我们，也丝毫不能从内心丢掉它。”。
1943年，《旅愁》第三部出版发行。1943年3月31日，他受到征召，成为海军报道班成员。在4月即将被派遣到新几内亚前不久，他突然患病，因此留在了日本本土（据他给亲友的信）。但是在这前后的42年初夏以及43年8月，他两次被派往拉包尔（据坂井三郎证言）。

#### 讴歌“特攻队”精神
1945年1月，为躲避美军空袭，将家人迁移到妻子老家山形县鹤冈市避难。1945年3月，发表《特攻队》，横光在文中极力赞扬特攻队的牺牲精神，他的部分论述引用如下:。
“我以为，这种特攻精神，是源自数千年数万年前的纯粹世界的精神的表现。正如要消灭敌人一样，只要有斗争精神，没有必要与所有东西割裂分离。……我想，与其说这是创造历史的精神，毋宁说这是最崇高伟大的精神。”
 — 横光利一《特攻队》1945年3月
6月起，他自己也到鹤冈避难，同月末转移到山形县西田川郡上乡村。当时的恶劣局势下，横光一家苦于食物短缺，也导致他的身体状况日益恶化。

### 二战后
1945年8月15日，日本天皇宣布无条件投降。横光在小说《夜之鞋》里描述了听到玉音放送后的感受，“我似乎倒了下来，一只手撑着榻榻米上，看着庭园里”、“还是输了。不对，必须亲眼看到才行。但到哪里去看呢？这个村子倒是以前的古战场，仅此而已。在野山上泛滥的夕阳，不知道往哪个方向沉了下去。”。横光结合这时期的震惊、贫困以及如何复苏等经历，写下了小说《夜之鞋》。
1945年10月，改造社社长山本向横光征求《改造》复刊号的稿件，但横光此时还在山形避难，因此从山形给山本写了回信。11月，他带全家到温海温泉的寿屋小住。12月15日，回到东京。据横光次子佑典的理解，当时让利一安心返京的原因是天皇制得以保留。

### 战后对文坛战犯的清算
日本战败后，在联合国军占领下的日本国内，对战争期间为军国主义政府出力的文坛战犯进行了指名道姓的清算和追责。其中最为积极的是1945年12月设立新日本文学会的小田切秀雄、宫本百合子与杉浦明平。小田切秀雄在1946年6月新日本文学会的机关刊物《新日本文学》发表《追究在文学中的战争责任》，直接指出“菊池宽、久米正雄、中村武罗夫、高村光太郎、野口米次郎、西条八十、斋藤浏、斋藤茂吉、岩田丰雄、火野苇平、横光利一、河上彻太郎、小林秀雄、龟井胜一郎、保田与重郎、林房雄、浅野晃、中河与一、尾崎士郎、佐藤春夫、武者小路实笃、户川贞雄、吉川英治、藤田德太郎、山田孝雄等人应当负最大且直接的战争责任”，并且应当从“文学界被驱逐出去”。杉浦明平也提出了“横光抹杀论”。宫本百合子在1947年批判横光，她主张“无论如何文过饰非，横光利一和小林秀雄等人的悲哀，就在于他们缺乏在拥有民主文学传统的日本发展出比之更高层次的文学的能力。因此在动态的历史发展中，他们连真实的反作用力都算不上，只能是单纯的反动势力。”。伤心的横光也对家人说“大家都要来扯我的脚。把横纲推翻了，他们也就出名了。”。
在这样的气氛下，文坛出现了倒退颓废的潮流，横光的小说也被批评为“神秘的观念主义”。但对于战争责任的清算在“战争责任者的资格的再斟酌”中逐渐不了了之。尽管横光被指名为“文坛战犯”是非常不光彩的事，但对横光的作家生活并没有造成根本的打击。他在战后也仍然拥有广大的读者群体。此后在与桥本英吉的对话中，横光提到“倒也没有那么大的痛苦”。相比与此，横光的痛苦更多来自于不得不终结《旅愁》的创作以及自身疾病的困扰。

#### 对《旅愁》的出版审查

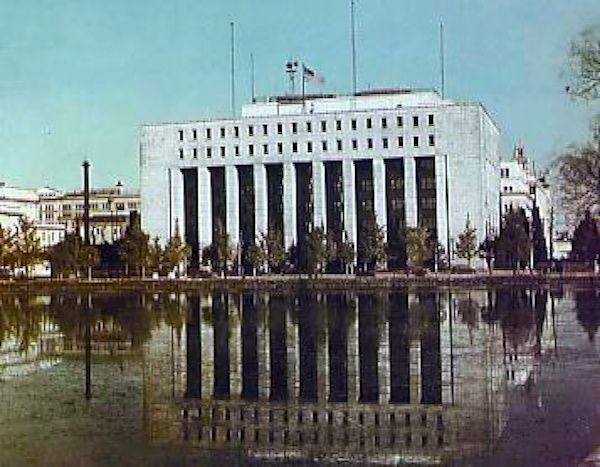
GHQ本部。

1946年1月，改造社出版发行“改造社名作选”，该系列的第一弹就是横光利一的《旅愁》。一方面因为这部小说在战前就是畅销书，另外也由于社长与横光关系亲密，改造社就将其选定为战后恢复出版的第一本书。同年2月到7月，又陆续出版了这部作品的第二、三、四篇。结果这一系列立即得到了当时渴求文学作品的日本国民的追捧，每本书的销量都在10万部以上。横光的这部作品也被联合国军最高司令官总司令部(GHQ/SCAP)下设的民间审查局(CCD)进行了严格审查并强制修改。其中被删除了不少反欧洲的文字。
经过这番审查，原本横光对欧洲的殖民地主义及欧美霸权进行批判的文字几乎都被改得面目全非，变成以“人情”、“人文主义”和“心”等普遍性问题的形式，而他有关爱国主义的内容也被全部删除。据山本健吉统计“尽管部分被删改了，但也无碍整个作品的完整性”，大约有一百多处文字发生了变动。对于删改文字的对照统计，可以参看《定本 横光利一全集》第九卷《编辑手记》中所载的对照表。此外，新潮文库和讲谈社文艺文库的版本仍然采用经GHQ和SCAP审查的1950年改造社版。而岩波文库版则根据定本全集版，以战前版本为底本。
横光对于《旅愁》的文字审查和删改，煞费苦心，加之日本战败对他心理的冲击，使得身体状况一再恶化。当时《中央公论》总编木佐木胜在日记里记下“横光也似乎再也无法恢复往日风采。从梅雨季到盛夏这段时间，天气本就糟糕，身体逐渐衰败的横光的精神状态更成了问题。被关注的《旅愁》也即将完成最后一卷的出版，但我听到作者的健康更为恶化了。真让我非常痛心。”。
最终，《旅愁》系列共销售了30万部，可谓畅销。但最后版税被银行冻结后，横光只能每月支取300日元，因此尽管他作品大卖，但仍然不能借此摆脱拮据的生活。川端康成为此特地从自己即将出版的书籍发行商处预支了3000日元，帮助横光一家糊口度日。

### 英年早逝
1945年12月15日，横光与家人从避难地回到了东京北泽的家中。12月28日，他通过养德社出版了战后的首个单行本《雪解》。
1946年的横光仍然被繁忙的工作所困。这时期他读到了川端康成推荐的三岛由紀夫的《烟草》，赞叹不已，并对长子象三说“这种才能叫新小说。据说作者还只是东大的学生，但这家伙看来非常厉害。”。6月中旬，横光突然吐血晕倒。其实当时是咽喉血管破裂，但横光一直以为是肺部有问题。一开始中山义秀介绍了一名有医师资质的出版商给他看了一下，诊断他有轻度的脑溢血（之后被判为误诊）。于是横光误以为自己是肺病与脑溢血两病并发，为了补养身体，他吃了不少鳗鱼和鸡肉，但由于生来讨厌就医，因此几乎没有去医院，只是通过针灸等办法进行治疗。中山还写信劝他外出疗养半年左右，但横光不听。中山对此回忆说：“横光对于身边亲近的人说的话置若罔闻。因为互相太熟悉了，所以就觉得话里没有新鲜的东西。反倒是昨天刚认识的人，说的话他倒是很相信。”。这一时期，对横光追究战争责任的论调也甚嚣尘上。加上对《旅愁》一书的审查修改，导致横光睡眠品質很差，体质迅速衰弱。卧病期间的横光经常回忆起菊池宽以及自己学生时代的事。川端康成对横光的身体非常担心，多次带着医生来看望他，但都被横光拒绝诊疗。横光此时开始相信一些迷信的土方治疗，但始终没有得到好的效果。9月，出版了《罂粟之中》。
1947年6月起，横光经常出现吐血，卧床不起。川端康成为他聘请了东京大学的柴豪雄博士前来诊治。根据柴博士的回忆，横光非常主观固执，坚持用自己的方法来治病。但横光对柴博士非常信任，自始至终都接受他的检查和诊疗。根据检查结果，柴博士认为没有脑溢血的风险，肺和心脏也无大碍，但认为腹部可能有异常，要求横光到东大医院拍片检查。横光得知上述结果，大为放心，对中村嘉市的书信中也表示“自己也没大毛病。根据名医的诊断，自己没有中风或脑溢血的危险。只是可能现在胃部有点不适”。此后他也没去医院做X光的检查。11月，杉浦明平在《文艺》发表了《横光利一论》，对《旅愁》进行了严厉的批评。但学者认为这批评是针对战前版还是战后版并不清楚。12月，发表了《夜鞋》，该作品被河上彻太郎誉为横光的最重要杰作。
12月14日以后，横光多次发生晕眩、胃痛等症状，一度失去知觉。医生诊断为胃溃疡，此后就不再见客，独自在家中二楼房间养病。22日，病情再度恶化，柴博士诊断：“六日前上腹部剧痛，大便黑红色，出现严重贫血，遂意识不清，脉搏消失等病危状态，之后稍有好转。卧床的横光面色苍白，脉搏为90，体质微弱，心跳很弱。（后略）”。横光还问他“是否有什么起死回生的办法？”，柴博士回答“要绝对保持静养，之后尽快来医院做X光检查，才能发现溃疡的位置和程度。”。
12月30日凌晨3点半左右，横光的腹部再次剧痛，最后在4点13分确认死亡，享年49岁。当时听说消息立即赶来的川端康成和柴博士发现横光腹部肌肉紧张隆起，溃疡已穿透腹膜腔，引发了急性腹膜炎。当时的横光已经被病魔折磨到与川端差不多一样枯瘦。当时在镰仓养病的中山义秀听到横光的噩耗，也不顾家人劝阻，急匆匆赶来，惋惜一代文学大师的离世。

### 葬礼

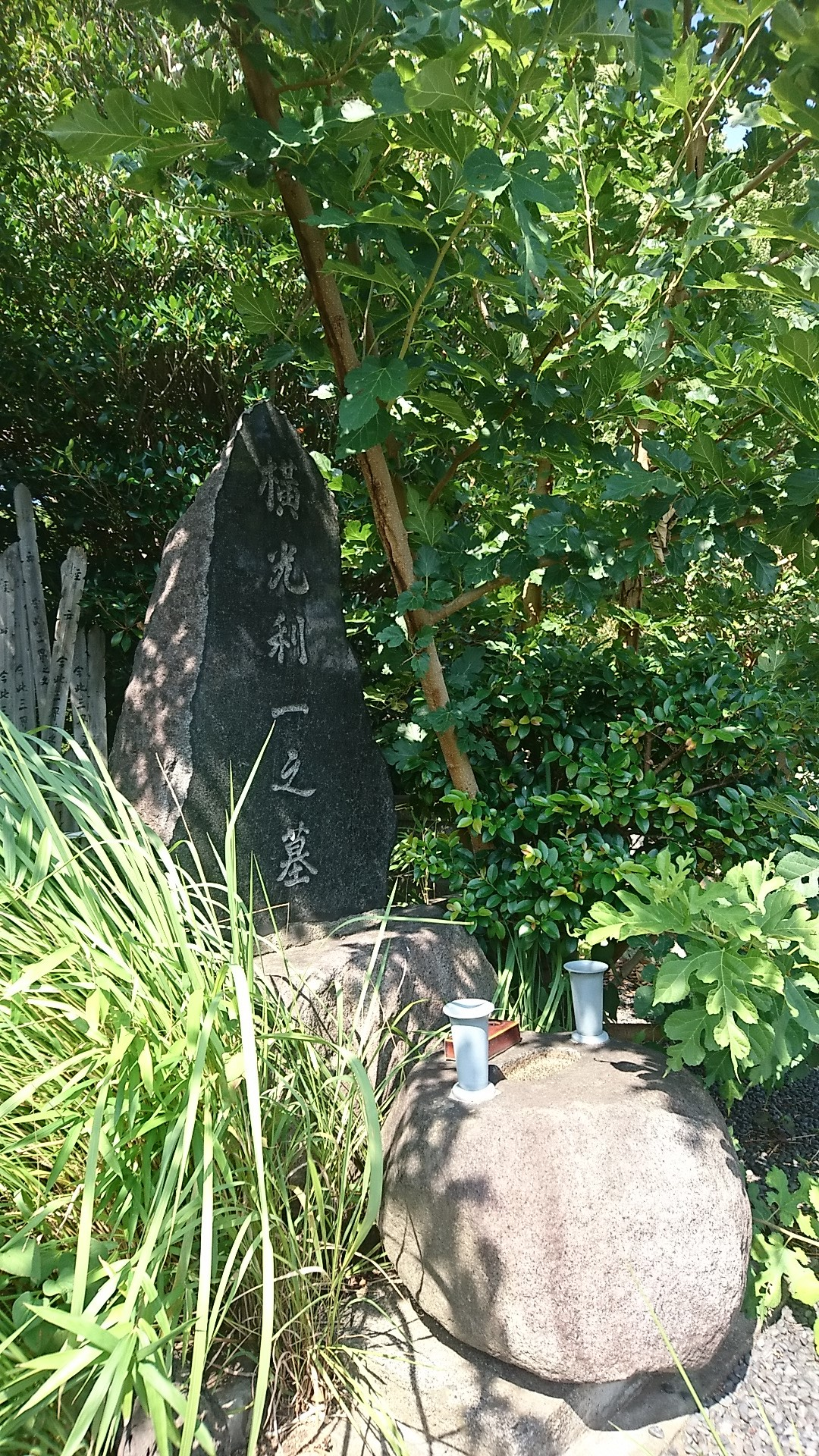
横光利一墓

1948年1月3日，横光的佛教葬礼在其住宅内举行。川端康成在悼词中这样评价横光：
“国家破败，我已朽木枯槁，而始终温暖支持我的人又被死神夺走，更是雪上加霜。你的骨头应该也随着国破而碎灭了。这场战争，尤其是败亡的结局，已让你的身心何等痛楚啊？我们这些苟活的人默默地相互安慰，再次寻找出路，但你已如东方的象征一般燃尽了光焰，悄然坠落。因为你作为一个日本人，是刚直的，是朴素的，是诚实的。因为你想树立、想预言、想信仰它。我们两个的名字一直被列在一起，回想起来已经有25年之久了。（中略）留下我在这人世间，你应该知道我有多么寂寞。与你最后见面的那次，你那眼神中的温柔和怀旧，我今生今世恐怕再也无处可觅了。（中略）横光君，我将以日本的山河为魂，在人生的道路上继续追随你的脚步！”
 — 川端康成 悼词
横光的戒名为“光文院释雨过居士”。其死亡面具（铜制）由本乡新制作。此外，佐野繁次郎和冈本太郎还手绘了横光的遗容。1949年7月，横光的墓迁入东京都府中市多磨灵园。墓碑上的“横光利一之墓”为川端康成亲笔书写。

### 身后
1948年1月，镰仓文库的《人间》刊载横光利一的遗作《微笑》。河上彻太郎、川端康成与菊池宽等人在1948年4月的刊物《文学界》制作了特刊《横光利一追悼号》，缅怀这位英年早逝的作家。
关于《横光利一全集》的出版权，改造社在激烈的争夺中击败新潮社，最终成功出版了此套全集。1949年，改造社创立“横光利一奖”，获奖作品中有大冈升平的《俘虏记》。但之后因改造社社长山本实彦被褫夺公职，出版社经营也江河日下，最终在1955年宣布停刊。

## 文学碑
1959年12月15日，横光利一纪念碑在三重县阿山郡伊贺町落成，石碑上所刻诗句是生前挚友川端康成为其所选，据说是横光生前最爱的一句：
-{

蟻

臺上に餓えて

月高し

}-
1993年10月30日，为纪念横光95周岁诞辰，大分县宇佐市的市民团体“丰之国宇佐市塾”在该市赤尾的光冈城旧址上树立“旅愁”文学碑。碑文是节选自《旅愁》的文字，由森敦书写。
2013年11月23日，东京世田谷区市民志愿者团体“北泽川文化遗产保存会”在横光利一旧居“雨过山房”附近的北泽川绿道旁树起了“横光利一文学显彰碑”。碑石是由横光家提供的铁平石。
此外，在横光父亲的故乡大分县宇佐市还会定期举办横光利一俳句大会。这一方面是因为横光一直宣称自己与俳句大师松尾芭蕉有血缘关系，另一方面也是因为他本人创作了相当多的俳句。

### 纪念馆
三重县立上野高等学校的校友会在校内设立了横光利一纪念馆。

## 言论、思想
法国成立了“人民战线政府”后，横光曾被问及日本的左翼的问题，他回答“左翼也有过非常辉煌的时期。但是日本自古以来，只要当时的局势下不是必要的思想状态，无论何种思想或行动都不会奏效，反而会为此而导致秩序混乱，最后这种思想也会自然萎缩衰退。这种自然力量是物理性的，当欧洲的思想侵入到日本时，也会与这种自然力量斗争。换言之，在日本，选择任何思想或东西，都不是凭个人的意志。只能服从这种自然力量所支配。在个人无法发挥作用的现今的日本，最一流的艺术家或思想家就是所谓自然这种秩序。日本的左翼自然发生，自然消亡，与其说这是思想的软弱无力，不如说还是与思想同等程度的秩序力量的强大”。
当法国女性问到日本人为何要切腹自杀时，横光在《厨房日记》这部小说中回答“这不是为了面子，也不是为了责任。这只是感觉自己扰乱了世间的秩序的个人为了认可其行为所作的事”，“日本人最为重视社会的秩序，在自然中要将个人变成虚无。也就是说，为了完成生活的秩序，人们必须养成有意识让自己变得虚无的胸襟。日本文化的一切的根源都来自这种单纯化的‘无’”。

## 评价与研究
二战前横光一度被誉为“小说之神”，叱咤文坛，但也有对他批判的声音。例如志贺直哉就不太认可横光的文学。此外中条（宮本）百合子也公开批评了《厨房日记》这一作品。
1936年，横光赴欧旅行的感想与永井荷风、岛崎藤村等人描绘的巴黎就截然不同，学者评论“横光是在欧洲出现的最高的近代日本人”“他的眼光不仅对外，而是始终内省我们自身。有这种自我意识，才构成近代的特征”。
吉本隆明在《悲剧的解读》中评价横光“的悲剧是将西欧与日本的原理进行对立”。福田清人与荒井惇見认为横光“是稳固地追随着表面化的国粹主义”，对此加以批评。但横光的苦恼远远不止于此，是更为深层次的，他的的苦恼来源于对祖国日本的思考。
平野幸仁提到，幕末明治期的知识分子倡导和魂洋才，希望借此对抗西方文明，他们所持的武士道精神或中国儒家经典的教养使得自己没有陷入自我丧失的困境。但横光欠缺这些精神底蕴，反而退化至日本的村落共同体所奉行的古代神道，同时也主张只有在西欧文化之中才能给予日本文化相应的意义。神谷忠孝和河田和子也认为横光试图以东洋精神来超越克服西洋精神。
三岛由纪夫对横光及川端的文学的异同进行了考察，他认为两位都是天性倾向于创造“人工的”文学的作家。但横光不知从何时起将其天性中的“感受性”与西方的“理性”过于接近，沉入了“理性迷茫”的地狱，从而埋没了自己天生的才能和气质。而另一方面，川端文学可以将这“地狱”抛离脑后，从“理性”的西欧精神中脱身，继续通过情感、感性和官能保持着自身的“感受性”及其法则。三岛对横光的评价还有“没有如此诚实的人了。我很喜爱横光先生，他真老实啊。他完全不知道自己的色情有多少功效。（译者注：原文如此）
横光的作品中，《苍蝇》、《拿破仑与田虫》以及《上海》等都有很明显的镜头感，其中的描写手法与同时期著名的苏联电影《波将金战舰》中的蒙太奇手法相近。他的小说将电影的蒙太奇、长镜头、特写镜头等技法用文学的方式表现出来。此外，横光本人也与电影导演衣笠贞之助关系密切，并参与了《疯狂的一页》这部电影的拍摄制作。

## 作品
作品名称均以原文记载。

### 小说
-{

| - 神馬 - 『文章世界』1917年7月号（横光白歩名義） - 犯罪 - 『万朝報』1917年10月29日（横光白歩名義） - 野人 - 『文章世界』1917年11月号（横光白歩名義） - 音楽者 - 『文章世界』1917年12月号（横光白歩名義） - 活火山 - 『文章世界』1918年2月号（横光白歩名義） - 春絵 - 『文章世界』1918年4月号（横光白歩名義） - 姉弟 - 『文章世界』1918年6月号（横光白歩名義） - 骨董師 - 『文章世界』1918年8月号（横光利一名義） - 火 - 『文章世界』1919年8月号（横光左馬名義） - 宝（「骨董師」の改稿） - 『サンエス』1920年1月号 - 悲しみの代価 - 1920年（未発表。『文藝』1955年5月臨時増刊号で公開） - 踊見（のち「父」） - 『時事新報』1921年1月号（横光左馬名義） - 顔を斬る男（のち「悲しめる顔」） - 『街』1921年6月号 - 南北 - 『人間』1922年2月号 - 面 （のち「笑はれた子」） - 『塔』1922年5月号 - 日輪 - 『新小说』1923年5月号 - 蠅 - 『文藝春秋』1923年）5月号 - 碑文 - 『新思潮』1923年7月号 - マルクスの審判 - 『新潮』1923年8月号 - 御身 - 1924年 - 無礼な街 - 『新潮』1924年9月号 - 頭ならびに腹 - 『文藝時代』1924年10月・創刊号 - 愛巻 - 『改造』1924年11月号 - 街の底 - 『文藝時代』1925年8月号 - ナポレオンと田虫 - 『文藝時代』1926年1月号 - 春は馬車に乗って - 『文藝春秋』1926年8月号 - 花園の思想 - 『改造』1927年2月号 | - 朦朧とした風 - 『改造』1927年7月号 - 七階の運動 - 『文藝春秋』1927年9月号 - 蛾はどこにでもゐる - 『文藝春秋』1927年 (年) 10月号 - 或る職工の手記 - 『サンデー毎日』1928年5月13日号 - 風呂と銀行（『上海』第一篇） - 『改造』1928年11月号 - 高架線 - 『中央公論』1930年2月号 - 鳥 - 『改造』1930年2月号 - 機械 - 『改造』1930年（5年）9月号 - 寝園 - 『东京日日新聞』・『大阪毎日新聞』1930年11月-12月号、『文藝春秋』1932年5月-11月号 - 時間 - 『中央公論』1931年4月号 - 悪魔 - 『改造』1931年4月号 - 上海 - 『改造』1928年11月-1931年 - 紋章 - 『改造』1934年1月-9月号 - 時計 - 『婦人之友』1934年1月-12月号 - 盛装 - 『婦人公論』1935年1月-11月号 - 比叡 - 『文藝春秋』1935年1月号 - 家族会議 - 『东京日日新聞』・『大阪毎日新聞』1935年8月-12月 - 厨房日記 - (青空文庫No.2156) - 旅愁 - 『东京日日新聞』・『大阪毎日新聞』、その他各誌1937年4月 - 1946年1月 - 続紋章 - 『改造』1940年3月-11月号 - 鶏園 - 『婦人公論』1941年1月-12月号 - 雪解 - - 睡蓮 - 『文藝春秋』1940年7月号 - 罌粟の中 - 『改造』1944年2月号 - 夜の靴 - 1947年 - 洋燈 - 1947年（22年）12月（未完） - 微笑 - 『人間』1948年1月号 |

}-

### 詩歌
-{
- 雲 - 『十月』1918年（横光左馬名義）
- 水車 - 『十月』1918年（横光左馬名義）
- 想妹草 - 『十月』1918年（横光左馬名義）
- 浪々 - 『朗々』1919年

}-

### 戏剧
-{

| - 『愛の挨拶』 - 『食はされたもの』 - 『男と女と男』 - 『淫月』 - 『帆の見える部屋』 - 『恐ろしき花』 | - 『閉らぬカーテン』 - 『幸福を計る機械』 - 『霧の中』 - 『笑つた皇后』 - 『日曜日』 |

}-

### 評論・随筆
-{

| - 「時代は放蕩する」 - 『文藝春秋』1923年1月・創刊号 - 「新しき三つの焦点」 - 『文藝春秋』1923年3月号 - 「震災」 - 『文藝春秋』1923年11月号 - 「黙示のページ」 - 『読売新聞』1924年1月21日（青空文庫No.2164） - 「文藝時代と誤解」 - 『文藝時代』1924年10月・創刊号 - 「感觉活動―感觉活動と感觉的作物に対する非難への逆说」 - 『文藝時代』1925年2月号 - 「新感觉派とコンミニズム文学」 - 『新潮』1928年1月 | - 「文学的唯物論について」 - 『創作月刊』1928年2月 - 「宮沢賢治氏について」 - 『文藝』1934年4月号 - 「作家の生活」 - 1934年4月 (青空文庫No.49993) - 「純粋小说論」 - 『改造』1935年4月号 （青空文庫No.2152） - 「琵琶湖」（青空文庫No.46173） - 「欧州紀行」 - 1937年 - 「軍神の賦」 - 『文芸』1942年4月号 - 「特攻隊」 - 『文芸』1945年3月号 |

}-

### 单行本
-{

| - 『御身』金星堂、1924年5月 - 『日輪』文藝春秋叢書、1924年5月（沙羅書店、1935年4月） - 『無礼な街』文芸日本社、1925年（14年） - 『春は馬車に乗って』改造社、1927年（2年） - 『愛の挨拶』金星堂、1927年 - 『機械』白水社、1931年4月（創元社 1935年） - 『書方草紙』白水社、1931年 - 『上海』改造社、1932年7月（書物展望社、1935年3月） - 『寝園』中央公論社、1932年11月 - 『雅歌』書物展望社、1932年12月 - 『花花』文体社、1933年10月（山根書店、1947年3月） - 『紋章』改造社、1934年9月（普及版 1935年8月） - 『時計』創元社、1934年12月（斎藤書店、1946年5月） - 『覚書』沙羅書店、1935年6月 - 『天使』創元社、1935年9月 - 『盛装』新潮社、1936年2月 - 『欧州紀行』創元社、1937年4月 - 『春園』創元社、1938年4月 - 『薔薇』岩波書店〈岩波新書〉、1938年11月 | - 『家族会議』創元社〈創元選書〉、1938年 - 『考へる葦』創元社、1939年4月 - 『實いまだ熟せず』実業之日本社、1939年6月 - 『旅愁』 第一篇、第二篇 改造社、1940年6,7月 - 『秘色』新声閣、1940年7月 - 『菜種』甲鳥書林、1941年3月 - 『鶏園』創元社、1942年1月 - 『刺羽集』生活社、1942年12月 - 『旅愁』第三篇 改造社、1943年2月 - 『雪解』養徳社、1945年12月 - 『旅愁』一篇、改造社〈改造社名作選〉、1946年1月 - 『旅愁』二篇、改造社〈改造社名作選〉、1946年2月 - 『旅愁』三篇、改造社〈改造社名作選〉、1946年6月 - 『旅愁』四篇、改造社〈改造社名作選〉、1946年7月 - 『罌粟の中』新文藝社、1946年9月 - 『時間』山根書店、1947年10月 - 『夜の靴』鎌仓文庫、1947年11月 - 『微笑』斎藤書店、1948年3月 - 『旅愁』全 改造社、1950年11月、GHQ検閲版。（1958年、新潮社) |

}-

### 選集、全集
-{

| - 『新選 横光利一集』改造社、1928年10月 - 『横光利一全集』全十巻（非凡閣、1936年3-11月） - 『横光利一集 短篇集』 創元社、1940年 - 『三代名作全集--横光利一集』河出書房、1941年10月 - 『横光利一短篇集』 創元社、1947年-1951年 | - 『横光利一全集』改造社、1948年-1951年 - 『文学全集1横光利一』 角川書店、1952年11月 - 『横光利一全集』（全12巻）、河出書房、1955年-1956年 - 『定本横光利一全集』（全16巻別巻1補巻1）、河出書房新社、1981年-1999年12月 |

}-

### 文庫
-{

| - 『旅愁』 新潮文库（上下）、1967年。GHQ検閲版) - 『春は馬車に乗って・機械』 新潮文庫、新潮社、1969年8月 - 『日輪・春は馬車に乗って』 岩波文庫、新潮社、1981年 - 『上海』講談社文芸文庫、1990年 - 『寝園』講談社文芸文庫、1991年 - 『紋章』講談社文芸文庫、1992年 - 『愛の挨拶・馬車・純粋小说論』講談社文芸文庫、1993年 | - 『夜の靴・微笑』講談社文芸文庫、1994年 - 『旅愁』 講談社文芸文庫（上下）、1998年(GHQ検閲版) - 『家族会議』講談社文芸文庫、2000年 - 『欧洲紀行』講談社文芸文庫、2006年 - 『上海』 岩波文庫（改版2008年） - 『旅愁』 岩波文庫（上下）、2016年。無削除版 |

}-

### 生前未发表的作品
1955年5月，《文艺》临时增刊号《横光利一读本》上刊载了他在1920年写的《悲伤的代价》，该文是《爱卷》、《输了的丈夫》的初稿。1990年发行的《爱人的房间》也属于这一系列。
1994年，人们发现了横光生前未发表的五篇作品:小说《顺序》、《芋》、《杀人者》（即《马克思的审判》的原稿）、评论文《陀思妥耶夫斯基论》以及一篇随笔风格的散文（笔名为横光一行）。其中《陀思妥耶夫斯基论》是翻译初稿，原作者是俄国思想家梅列日科夫斯基，他在1897年的评论集《永远的伴侣》中收录了陀思妥耶夫斯基论一文，而横光的日文译稿是根据其英译稿译出的。

## 家庭成员
- 父・
- 母・
- 姐・
- 妻・、
- 长子・象三 - 以横光昭象的笔名发表了一些与横光利一有关的随笔文章
- 次子・佑典 - 与小堀杏奴之女桃子结婚

## 关联作品
电影
- 衣笠贞之助《太阳》1924年
- 衣笠貞之助《疯狂的一页》1926年
- 岛津保次郎《家族会议》1936年（主演：佐分利信）

随笔
- 剧作家宫泽章夫。该书是宫泽花费11年时间阅读横光利一的《机械》之后，根据其中的内容加之想象后写成的随笔。该书获得了伊藤整文学奖。